# Dukinfield
Dukinfield – mała miejscowość położona w angielskim hrabstwie Wielki Manchester, w okręgu Tameside.
Miejscowość nabyła prawa miejskie w okresie rewolucji przemysłowej i gwałtownego wzrostu angielskiego przemysłu włókienniczego, bazującego na bawełnie. Produkowano w nim części do maszyn włókienniczych.
Obecnie miasto ma charakter mieszkalny, nie posiada przemysłu.  

## Historia
W XII wieku, po inwazji Normanów części ziem opanowanych przez dwie rodziny najeźdźców nadano nazwę De Dokenfeld. Obecna nazwa miasta wywodzi się od pułkownika Roberta Duckenfielda, który w okresie angielskiej wojny domowej mianowany został komendantem New Model Army.
W Dukinfield urodziła się aktorka Shirley Stelfox